# Urdos
Urdos [yʁdɔs] est une commune française située dans le département des Pyrénées-Atlantiques, en région Nouvelle-Aquitaine.

## Géographie

### Localisation
La commune d'Urdos se trouve dans le département des Pyrénées-Atlantiques, en région Nouvelle-Aquitaine et est frontalière avec l'Espagne (Communauté forale de Navarre).
Elle se situe à 74 km par la route de Pau, préfecture du département, et à 41 km d'Oloron-Sainte-Marie, sous-préfecture.
Les communes les plus proches sont : 
Borce (4,3 km), Etsaut (4,6 km), Cette-Eygun (7,6 km), Lescun (9,4 km), Accous (11,8 km), Lées-Athas (12,5 km),
Sur le plan historique et culturel, Urdos fait partie de la province du Béarn, qui fut également un État et qui présente une unité historique et culturelle à laquelle s’oppose une diversité frappante de paysages au relief tourmenté.
La commune est frontalière avec l'Espagne (Aragon) au sud.
Urdos est le premier village de la vallée d'Aspe, porte du Béarn et de l’Aquitaine pour les voyageurs venant d’Espagne.

### Communes limitrophes
Les communes limitrophes sont  Ansó, Aísa, Borce, Etsaut, Jaca et Laruns.
|                 | Etsaut          |                 |
| Borce           | Urdos           | Laruns          |
| Ansó ( Espagne) | Aísa ( Espagne) | Jaca ( Espagne) |

### Hydrographie

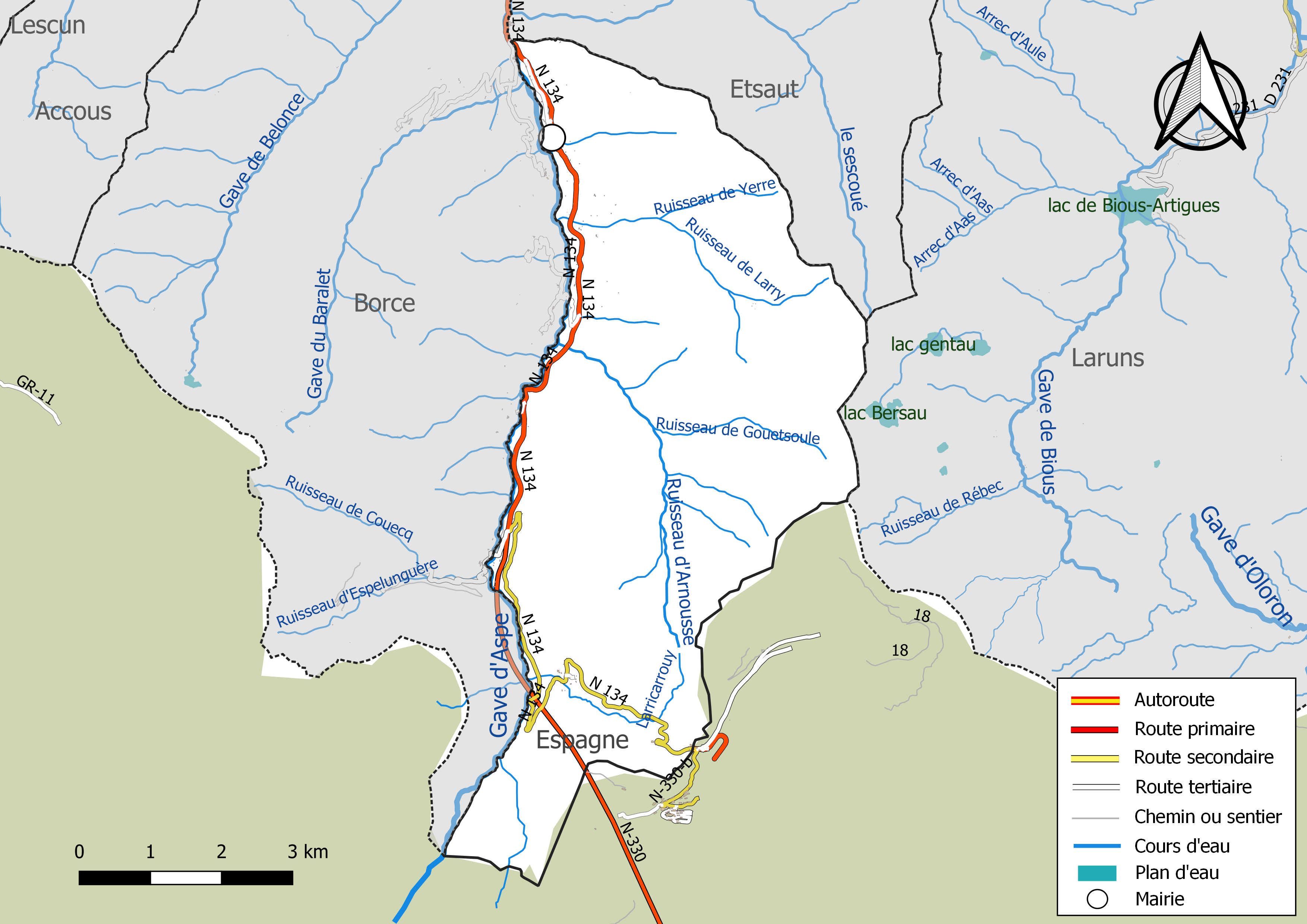
Réseaux hydrographique et routier d'Urdos.

La commune est drainée par le gave d'Aspe, le ruisseau d'Arnousse, le Larricarrouy, le ruisseau d'Arnoussère, le ruisseau de Bénou, le ruisseau de Gouetsoule, le ruisseau de Larry, le ruisseau de Yerre, et par divers petits cours d'eau, constituant un réseau hydrographique de 32 km de longueur totale,.
Le gave d'Aspe, d'une longueur totale de 58,1 km, prend sa source dans le cirque d'Aspe, au pied du Mont Aspe (2 643 m), en Espagne, et s'écoule du sud vers le nord. Il traverse la commune et se jette dans le gave d'Oloron à Oloron-Sainte-Marie, après avoir traversé 17 communes.

### Climat
Pour des articles plus généraux, voir Climat de la Nouvelle-Aquitaine et Climat des Pyrénées-Atlantiques.
Historiquement, la commune est exposée à un climat de montagne.  
En 2020, Météo-France publie une typologie des climats de la France métropolitaine dans laquelle la commune est toujours exposée à un climat de montagne et est dans la région climatique Pyrénées atlantiques, caractérisée par une pluviométrie élevée (>1 200 mm/an) en toutes saisons, des hivers très doux (7,5 °C en plaine) et des vents faibles.
Pour la période 1971-2000, la température annuelle moyenne est de 9,9 °C, avec une amplitude thermique annuelle de 13,3 °C. Le cumul annuel moyen de précipitations est de 1 609 mm, avec 11,8 jours de précipitations en janvier et 9,5 jours en juillet. Pour la période 1991-2020, la température moyenne annuelle observée sur la station météorologique la plus proche, située sur la commune d'Arbéost à 25,82 km à vol d'oiseau, est de 10,2 °C et le cumul annuel moyen de précipitations est de 1 411,1 mm,. Pour l'avenir, les paramètres climatiques de la commune estimés pour 2050 selon différents scénarios d’émission de gaz à effet de serre sont consultables sur un site dédié publié par Météo-France en novembre 2022.

### Milieux naturels et biodiversité

#### Espaces protégés
La protection réglementaire est le mode d’intervention le plus fort pour préserver des espaces naturels remarquables et leur biodiversité associée,.
Dans ce cadre, la commune fait partie de la zone cœur et de l'aire d'adhésion du Parc National des Pyrénées. Créé en 1967 et d'une superficie de 45 806 ha, ce parc abrite une faune riche et spécifique particulièrement intéressante : importantes populations d’isards, colonies de marmottes réimplantées avec succès, grands rapaces tels le Gypaète barbu, le Vautour fauve, le Percnoptère d’Égypte ou l’Aigle royal, le Grand tétras et le discret Desman des Pyrénées qui constitue l’exemple type de ce précieux patrimoine confié au Parc national et aussi l'Ours des Pyrénées,.

#### Réseau Natura 2000
Le réseau Natura 2000 est un réseau écologique européen de sites naturels d'intérêt écologique élaboré à partir des Directives « Habitats » et « Oiseaux », constitué de zones spéciales de conservation (ZSC) et de zones de protection spéciale (ZPS).
Trois sites Natura 2000 ont été définis sur la commune au titre de la « directive Habitats », : 
- le « massif de Sesques et de l'Ossau », d'une superficie de 25 794 ha, présentant des habitas avec de nombreuses espèces rares, souvent endémiques des Pyrénées. Il constitue également une aire de présence régulière de l'ours des Pyrénées[23] ;
- le « massif de l'Anie et d'Espelunguère », d'une superficie de 14 253 ha, un massif montagneux siliceux avec des secteurs calcaires, avec de nombreux habitats herbacés à boisés, siliceux à calcaires, secs à humides[24] ;
- « le gave d'Aspe et le Lourdios (cours d'eau) », d'une superficie de 1 595 ha, un vaste réseau de torrents d'altitude et de cours d'eau de coteaux à très bonne qualité des eaux[25] et une au titre de la « directive Oiseaux »[22],[Carte 3] :
- les « hautes vallées d'Aspe et d'Ossau », d'une superficie de 49 106 ha, une vaste étendue de système montagnard et alpin étalée sur plusieurs vallées incluant la Zone centrale du Parc national des Pyrénées, dont l'intérêt est la présence d'habitats et d'espèces de haute altitude, souvent spécifiques aux Pyrénées[26].

#### Zones naturelles d'intérêt écologique, faunistique et floristique
L’inventaire des zones naturelles d'intérêt écologique, faunistique et floristique (ZNIEFF) a pour objectif de réaliser une couverture des zones les plus intéressantes sur le plan écologique, essentiellement dans la perspective d’améliorer la connaissance du patrimoine naturel national et de fournir aux différents décideurs un outil d’aide à la prise en compte de l’environnement dans l’aménagement du territoire.
Deux ZNIEFF de type 1 sont recensées sur la commune, : 
le « réseau hydrographique du gave d'Aspe et ses rives » (1 207,81 ha), couvrant 23 communes du département et 
la « rive droite de la Haute vallée d'Aspe » (6 491,46 ha), couvrant 3 communes du département
et deux ZNIEFF de type 2,, : 
- le « réseau hydrographique du gave d'Oloron et de ses affluents » (6 885,32 ha), couvrant 114 communes dont 2 dans les Landes et 112 dans les Pyrénées-Atlantiques[30] ;
- la « vallée d'Aspe » (54 924,87 ha), couvrant 22 communes du département[31].

## Urbanisme

### Typologie
Au 1er janvier 2024, Urdos est catégorisée commune rurale à habitat dispersé, selon la nouvelle grille communale de densité à sept niveaux définie par l'Insee en 2022.
Elle est située hors unité urbaine et hors attraction des villes,.

### Occupation des sols

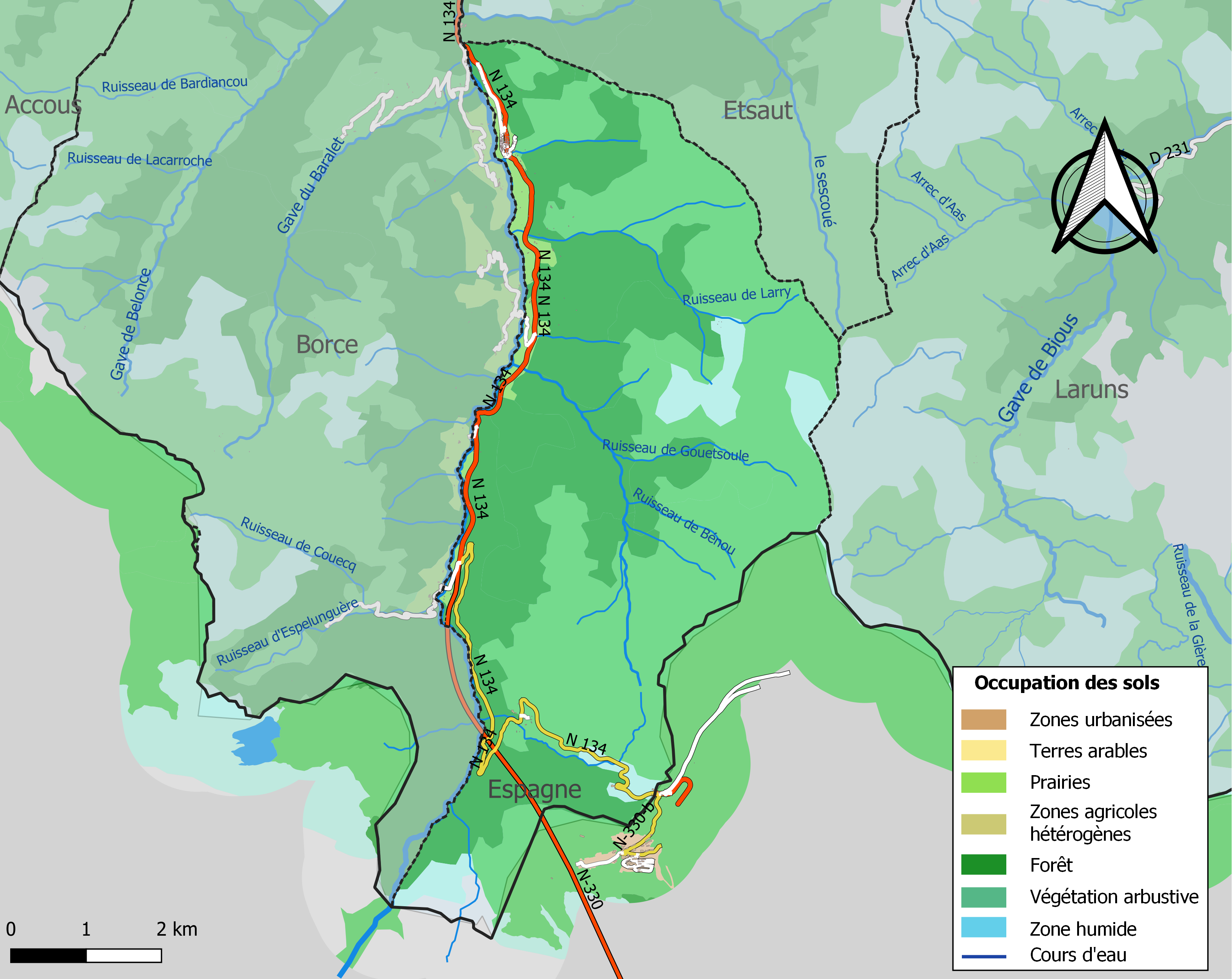
Carte des infrastructures et de l'occupation des sols de la commune en 2018 (CLC).

L'occupation des sols de la commune, telle qu'elle ressort de la base de données européenne d’occupation biophysique des sols Corine Land Cover (CLC), est marquée par l'importance des forêts et milieux semi-naturels (96,9 % en 2018), une proportion sensiblement équivalente à celle de 1990 (96,6 %). La répartition détaillée en 2018 est la suivante : 
milieux à végétation arbustive et/ou herbacée (49,3 %), forêts (41,4 %), espaces ouverts, sans ou avec peu de végétation (6,2 %), prairies (3,1 %). L'évolution de l’occupation des sols de la commune et de ses infrastructures peut être observée sur les différentes représentations cartographiques du territoire : la carte de Cassini (XVIIIe siècle), la carte d'état-major (1820-1866) et les cartes ou photos aériennes de l'IGN pour la période actuelle (1950 à aujourd'hui).

### Lieux-dits et hameaux
- Arrougue ;
- La Fonderie ;
- Forges d'Abel ;
- Gouetsoule ;
- Peyranère ;
- Village.

### Voies de communication et transports
Urdos fut autrefois une halte obligée de par la complexité du passage de la frontière franco-espagnole engendrant la présence de services de gendarmerie, de police et des douanes. Entre 1914 et 1928 les travaux de la Ligne Pau - Canfranc (frontière) ont fortement contribué au développement des activités industrielles de la vallée d'Aspe et à la création d’emplois liés à la production électrique et à l’exploitation de la voie ferrée.
La commune est desservie par la route nationale 134.

### Risques majeurs
Le territoire de la commune d'Urdos est vulnérable à différents aléas naturels : météorologiques (tempête, orage, neige, grand froid, canicule ou sécheresse), inondations, feux de forêts, mouvements de terrains, avalanche  et séisme (sismicité moyenne). Il est également exposé à un risque technologique,  le transport de matières dangereuses, et à un risque particulier : le risque de radon. Un site publié par le BRGM permet d'évaluer simplement et rapidement les risques d'un bien localisé soit par son adresse soit par le numéro de sa parcelle.

#### Risques naturels
Certaines parties du territoire communal sont susceptibles d’être affectées par le risque d’inondation par une crue torrentielle ou à montée rapide de cours d'eau, notamment le gave d'Aspe. La commune a été reconnue en état de catastrophe naturelle au titre des dommages causés par les inondations et coulées de boue survenues en 1982 et 2009,.
Urdos est exposée au risque de feu de forêt. En 2020, le premier plan de protection des forêts contre les incendies (PDPFCI) a été adopté pour la période 2020-2030. La réglementation des usages du feu à l’air libre et les obligations légales de débroussaillement dans le département des Pyrénées-Atlantiques font l'objet d'une consultation de public ouverte du 16 septembre au 7 octobre 2022,.
Les mouvements de terrains susceptibles de se produire sur la commune sont des mouvements de sols liés à la présence d'argile et des affaissements et effondrements liés aux cavités souterraines (hors mines). Afin de mieux appréhender le risque d’affaissement de terrain, un inventaire national permet de localiser les éventuelles cavités souterraines sur la commune.

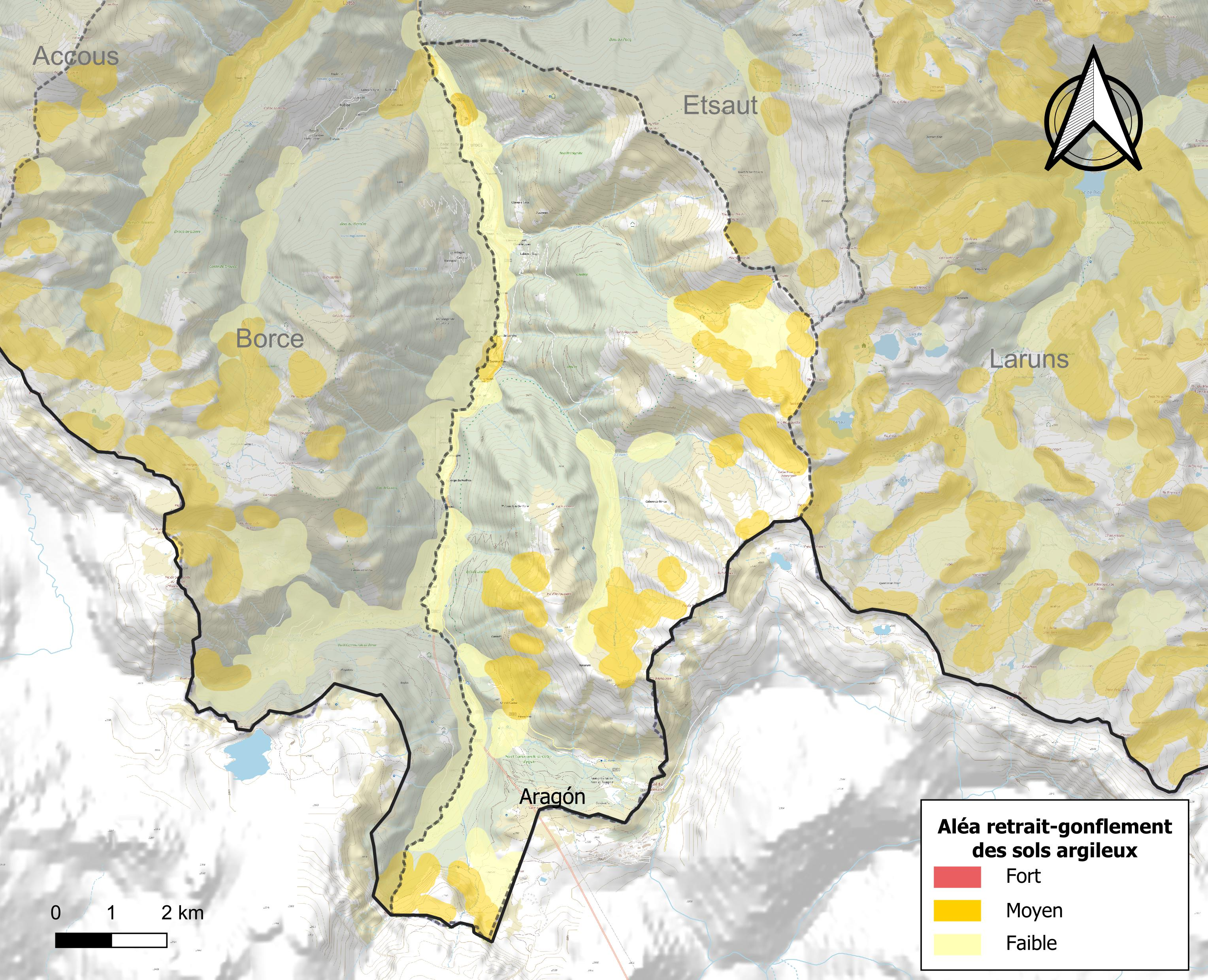
Carte des zones d'aléa retrait-gonflement des sols argileux d'Urdos.

Le retrait-gonflement des sols argileux est susceptible d'engendrer des dommages importants aux bâtiments en cas d’alternance de périodes de sécheresse et de pluie. 14,3 % de la superficie communale est en aléa moyen ou fort (59 % au niveau départemental et 48,5 % au niveau national). Depuis le 1er octobre 2020, en application de la loi ELAN, différentes contraintes s'imposent aux vendeurs, maîtres d'ouvrages ou constructeurs de biens situés dans une zone classée en aléa moyen ou fort,.
La commune est exposée aux risques d'avalanche. Les habitants exposés à ce risque doivent se renseigner, en mairie, de l’existence d’un plan de prévention des risques avalanches (PPRA). Le cas échéant, identifier les mesures applicables à l'habitation, identifier, au sein de l'habitation, la pièce avec la façade la moins exposée à l’aléa pouvant faire office, au besoin, de zone de confinement et équiper cette pièce avec un kit de situation d’urgence,.

#### Risque particulier
Dans plusieurs parties du territoire national, le radon, accumulé dans certains logements ou autres locaux, peut constituer une source significative d’exposition de la population aux rayonnements ionisants. Selon la classification de 2018, la commune d'Urdos est classée en zone 3, à savoir zone à potentiel radon significatif.

## Toponymie
Le toponyme Urdos est attesté sous les formes Forum Ligneum (itinéraire d'Antonin), 
Saincte-Magdaleine d'Urdos (1615, insinuations du diocèse d'Oloron).
Il signifierait « endroit où il y a un replat », de l'aquitain *urd « plateau », suivi du suffixe aquitain -ossum.
Son nom béarnais est Urdos.

## Histoire
En 1385, Urdos comptait 11 feux et dépendait du bailliage d'Aspe.
En 1615, il est fait mention de l'église Saincte-Magdaleine d'Urdos
Le 15 septembre 1915, ouverture du tunnel ferroviaire du Somport.
Le 17 janvier 2003, ouverture du tunnel routier du Somport.
Le 1er novembre 2004, l'ourse Cannelle, une des dernières vivant dans les Pyrénées, est tuée lors d'une battue au sanglier,,.

## Politique et administration
| Période | Période  | Identité                | Étiquette | Qualité |
| ------- | -------- | ----------------------- | --------- | ------- |
| 1995    | 2001     | Yvon Casanave           |           |         |
| 2001    | 2003     | Jean-Bernard Le Mouroux |           |         |
| 2003    | En cours | Jacques Marquèze        | SE        |         |

### Intercommunalité
La commune fait partie de trois structures intercommunales :
- la communauté de communes du Haut Béarn ;
- le syndicat d'énergie des Pyrénées-Atlantiques ;
- le syndicat intercommunal d'aide matérielle à la scolarisation en vallée d'Aspe ;

## Population et société

### Démographie

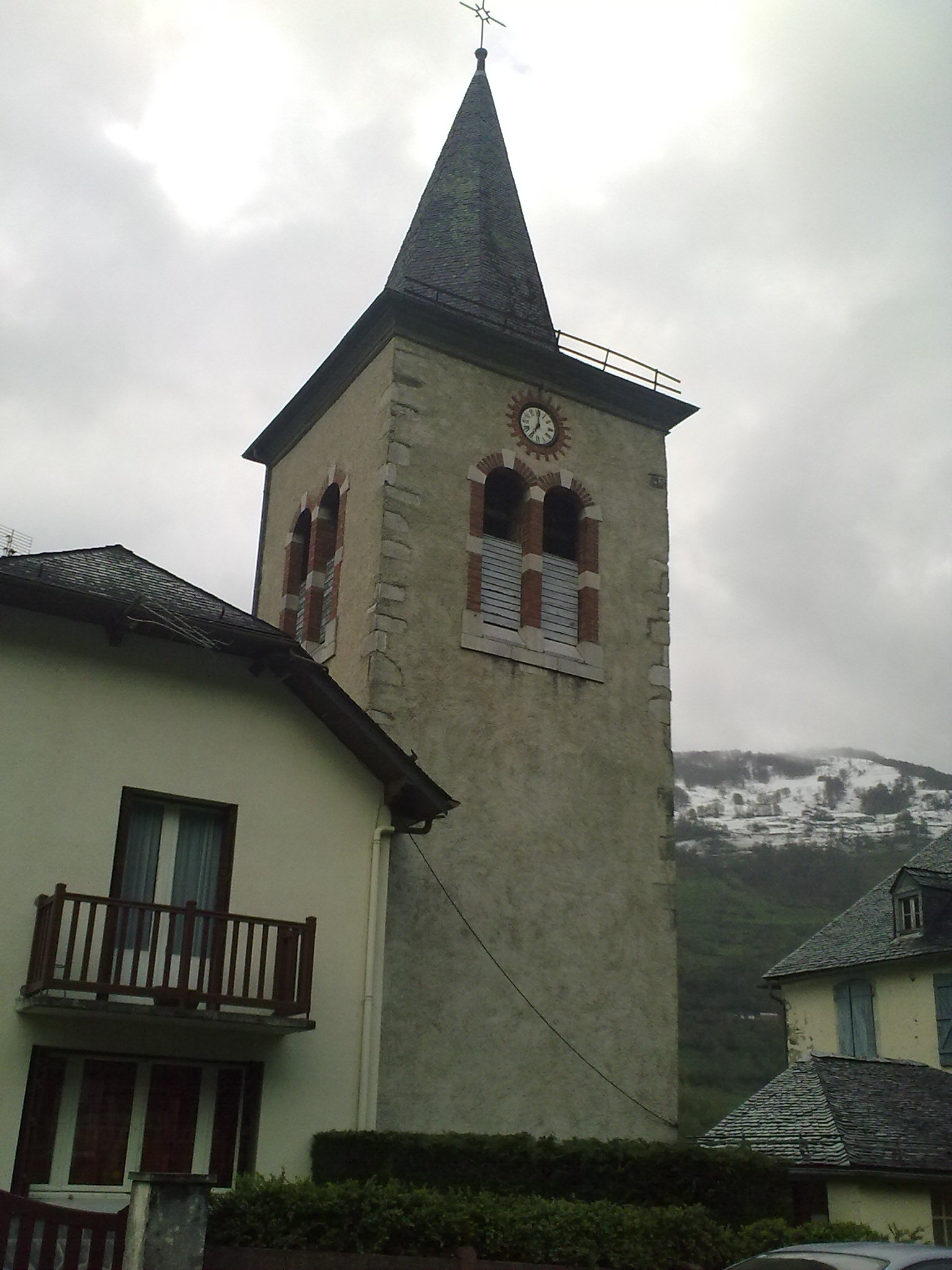
Clocher de l'église Sainte-Marie-Madeleine.

L'évolution du nombre d'habitants est connue à travers les recensements de la population effectués dans la commune depuis 1793. Pour les communes de moins de 10 000 habitants, une enquête de recensement portant sur toute la population est réalisée tous les cinq ans, les populations de référence des années intermédiaires étant quant à elles estimées par interpolation ou extrapolation. Pour la commune, le premier recensement exhaustif entrant dans le cadre du nouveau dispositif a été réalisé en 2005.

En 2022, la commune comptait 70 habitants, en évolution de +6,06 % par rapport à 2016 (Pyrénées-Atlantiques : +3,78 %, France hors Mayotte : +2,11 %).
| 1793 | 1800 | 1806 | 1821 | 1831 | 1836 | 1841 | 1846 | 1851 |
| ---- | ---- | ---- | ---- | ---- | ---- | ---- | ---- | ---- |
| 264  | 275  | 276  | 207  | 406  | 427  | 428  | 720  | 560  |

| 1856 | 1861 | 1866 | 1872 | 1876 | 1881 | 1886 | 1891 | 1896 |
| ---- | ---- | ---- | ---- | ---- | ---- | ---- | ---- | ---- |
| 564  | 567  | 563  | 509  | 510  | 460  | 461  | 440  | 443  |

| 1901 | 1906 | 1911  | 1921 | 1926 | 1931 | 1936 | 1946 | 1954 |
| ---- | ---- | ----- | ---- | ---- | ---- | ---- | ---- | ---- |
| 409  | 405  | 1 526 | 590  | 674  | 406  | 309  | 248  | 299  |

| 1962 | 1968 | 1975 | 1982 | 1990 | 1999 | 2005 | 2006 | 2010 |
| ---- | ---- | ---- | ---- | ---- | ---- | ---- | ---- | ---- |
| 266  | 235  | 179  | 162  | 162  | 108  | 67   | 67   | 71   |

| 2015 | 2020 | 2022 | - | - | - | - | - | - |
| ---- | ---- | ---- | - | - | - | - | - | - |
| 67   | 67   | 70   | - | - | - | - | - | - |

## Économie
L'économie de la commune est essentiellement orientée vers le tourisme. Urdos fait partie de la zone d'appellation de l'ossau-iraty.
La commune a été un ancien poste de douane, elle est actuellement toujours active comme base.

## Culture locale et patrimoine

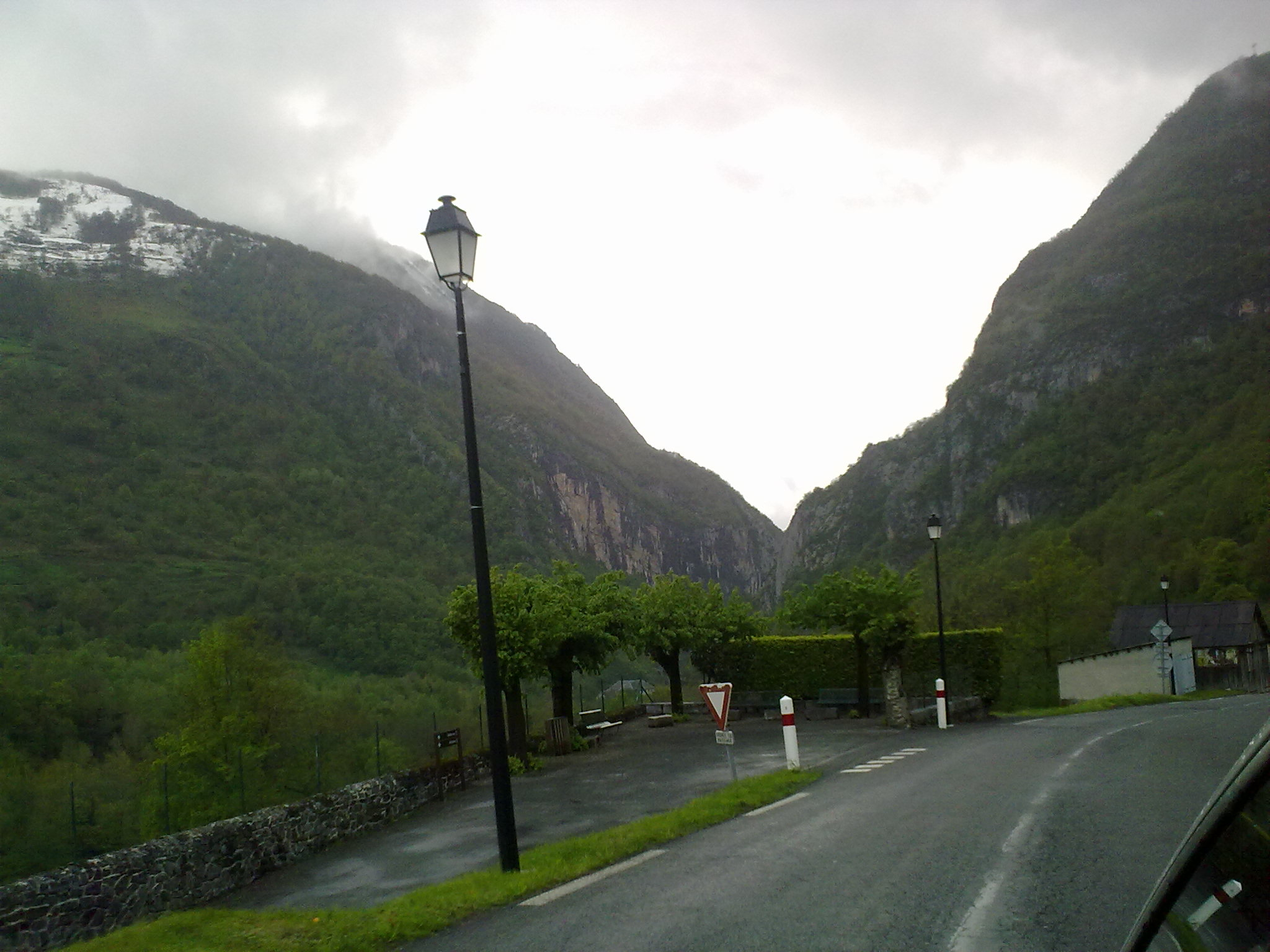
Paysage vers la vallée d'Aspe et vers l'aval depuis Urdos.
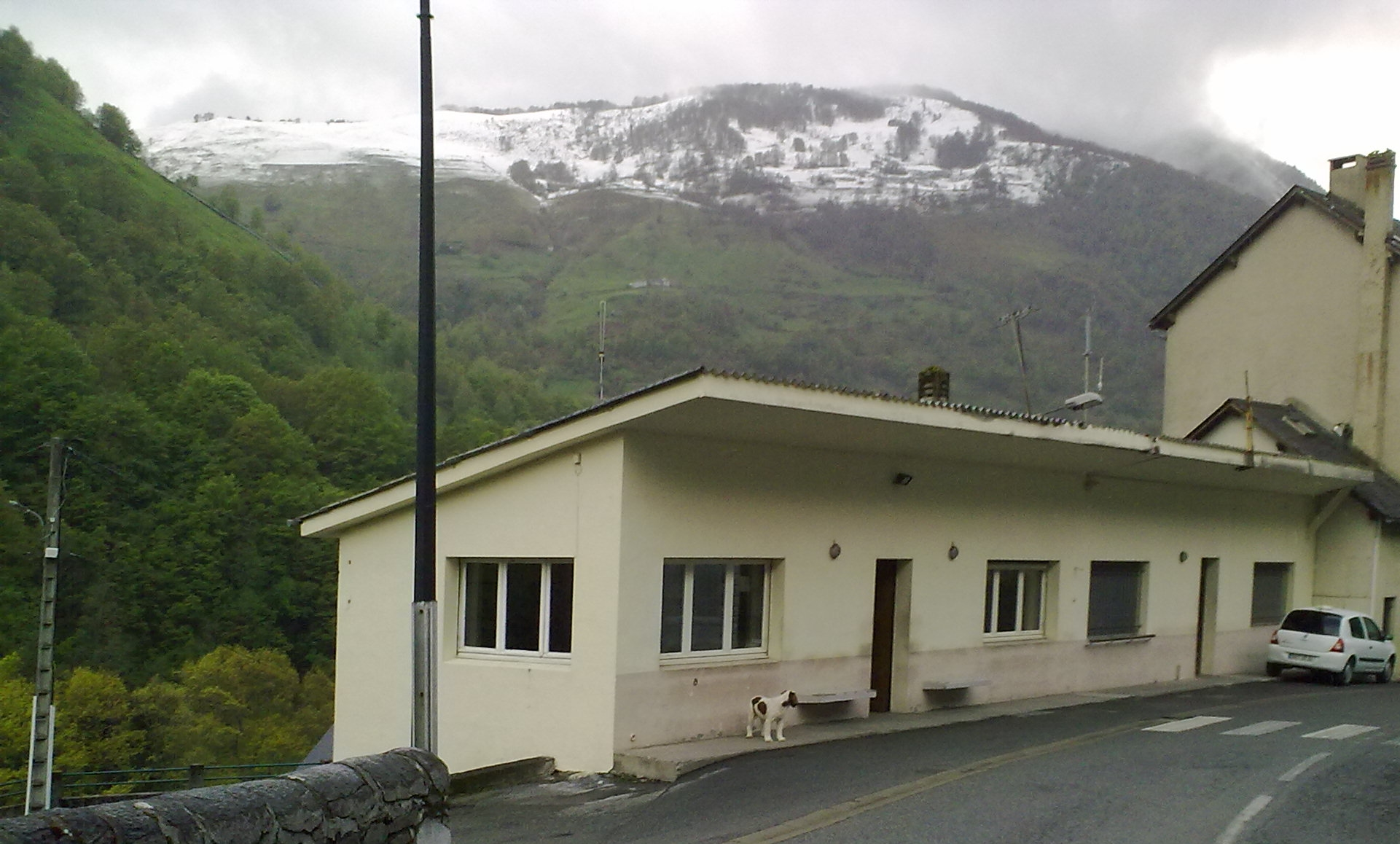
L'ancien poste des douanes française à Urdos.
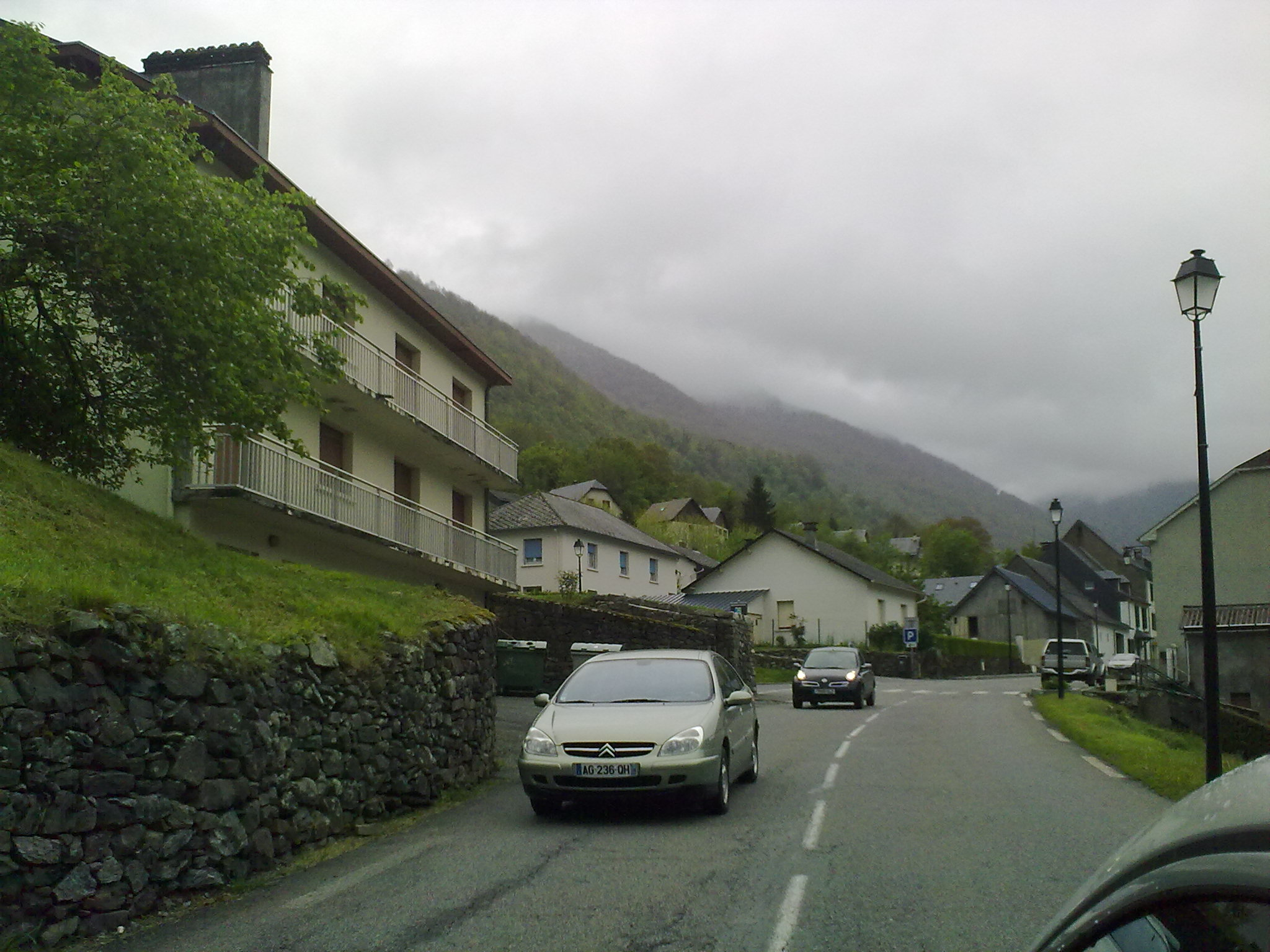
La route principale traversant Urdos, la N 134.

### Patrimoine civil
- Maisons des XVIe, XVIIe et XIXe siècles.
- Gare sur la ligne Pau-Canfranc, fermée au trafic depuis 1970.
- Le tunnel du Somport fait l’objet d’une inscription au titre des monuments historiques depuis le 28 décembre 1984[63].

### Patrimoine religieux
- Église Sainte-Marie-Madeleine, fin XIXe siècle.

## Équipements
La commune possédait une école primaire qui est fermée depuis 1997.
Depuis 2009, un multi-commerce est ouvert afin de conserver une épicerie et un point Poste dans le village.

## Personnalités liées à la commune
- Frédéric d'Abel (1780-1855), maître de forges.
- Guillaume Mercader (1914-2008), résistant, cycliste, né à Urdos.